# Heron (rivière)
La  rivière Heron est une rivière de l’ Île Stewart/Rakiura, en Nouvelle-Zélande.

## Géographie
Elle prend naissance au nord de “Adventure Hill » et s’écoule vers le sud-est  dans “ Port Adventure ».